# Agrostis plicata
Agrostis plicata é uma espécie de gramínea do gênero Agrostis, pertencente à família Poaceae.